# Mimoopsis postalba
Mimoopsis postalba là một loài bọ cánh cứng trong họ Cerambycidae.